# 봉상시
봉상시(奉常寺)는 고려·조선의 행정기관으로 국가의 제례 및 왕의 묘호(廟號)와 시호(諡號)의 제정 등을 맡아보던 기관이다. 시기에 따라 태상시(太常寺), 태상부(太常府), 전의시(典儀寺) 등으로도 불렸다.

## 기능
국가의 제사(祭祀)•시호(諡號)•적전(籍田)•둔전(屯田)•기공(記功)•교악(敎樂)을 관장하였다.

## 연혁
고려시대에 국가제례와 시호와 묘호를 관장하던 태상시(太常寺)가 목종대 이전부터 있었으며, 문종대에 병과권무관서(丙科權務官署)로 격하되어 태상부(太常府)라 하였다. 
원나라 간섭기에 원나라의 관청인 태상례의원(太常禮儀院)을 피하여 충선왕대에 봉상시로 개칭되었다. 직제는 1298년에 경(卿) 2명, 소경(少卿) 1명, 승(丞) 1명, 박사(博士) 1명, 대축(大祝) 1명, 봉례랑(奉禮郞) 1명과 이속(吏屬)으로 기사(記事)와 서자(書者)가 있었다. 그 후 1308년(충렬왕 34) 다시 전의시(典儀寺)로 개칭되었다. 
1356년(공민왕 5) 문종관제가 복구되면서 대상시(大常寺)로 고쳐지면서 폐지되었으나, 1362년에 곧 봉상시가 복치되었다. 1369년에 또 한번 대상시로 바뀌었다가 1372년에 다시 전의시가 두어졌다. 
조선이 건국된 직후인 1392년(태조 1년)에 고려의 관제를 따라 봉상시로 개편·설치하였다. 관원으로 판사(判事) 2명, 경(卿) 2명, 소경(少卿) 1명, 승(丞) 1명, 박사(博士) 2명, 협률랑(協律郞) 2명, 대축(大祝) 2명, 녹사(錄事) 2명을 두었다. 1409년(태종 9년)에 전농시(典農寺)(혹은 전사시)로 개칭되었다가 1420년~1421년(세종 2년~3년)에 다시 봉상시로 복칭하면서 판사 이하의 모든 관원들은 모두 문관을 임명하도록하였다. 1466년(세조 12년)에 관제개편을 하였으며 그대로 《경국대전》에 기록되었다. 1895년(고종 32년)에 봉상사(奉常司)로 개칭하였으며 1907년(융희 1년)에 폐지되었다.

## 구성
| 품계        | 관직           | 정원 | 비고 |
| ----------- | -------------- | ---- | ---- |
| 정1품       | 도제조(都提調) | 1명  |      |
| 종1품       | 제조(提調)     | 1명  |      |
| 정2품       |                |      |      |
| 종2품       |                |      |      |
| 정3품(당상) | 정(正)         | 1명  |      |
| 정3품(당하) |                |      |      |
| 종3품       | 부정(副正)     | 1명  |      |
| 정4품       |                |      |      |
| 종4품       | 첨정(僉正)     | 2명  |      |
| 정5품       |                |      |      |
| 종5품       | 판관(判官)     | 2명  |      |
| 정6품       |                |      |      |
| 종6품       | 주부(主簿)     | 2명  |      |
| 정7품       |                |      |      |
| 종7품       | 직장(直長)     | 1명  |      |
| 정8품       |                |      |      |
| 종8품       | 봉사(奉事)     | 1명  |      |
| 정9품       | 부봉사(副奉事) | 1명  |      |
| 종9품       | 참봉(參奉)     | 1명  |      |

최고관직인 정은 정3품 당상관이며, 종4품 첨정부터 종6품 주부까지의 관원은 구임관(久任官)이었다.